# 上州八家
上州八家は山内上杉氏、甲斐武田家の家臣。小幡氏・白倉氏・安中氏・倉賀野氏・桐生氏・由良氏・山上氏・沼田氏がある。

## 概要
永禄5年（1562年）武田信玄の西上野侵攻にて武田氏配下に入る。